# آماندا داکستا
آماندا داکستا (انگلیسی: Amanda DaCosta؛ زادهٔ ۷ اکتبر ۱۹۸۹) بازیکن فوتبال اهل ایالات متحده آمریکا است.
از باشگاه‌هایی که در آن بازی کرده‌است می‌توان به بوستون بریکرز، مجیک‌جک، واشینگتن اسپیریت، باشگاه فوتبال لیورپول، شیکاگو رد استارز، باشگاه فوتبال زنان لیورپول، و واشینگتن فریدام اشاره کرد.
وی همچنین در تیم‌های ملی فوتبال United States women's national under-17 soccer team, United States women's national under-20 soccer team، زیر ۲۳ سال زنان ایالات متحده آمریکا، و زنان پرتغال بازی کرده‌است.